# معركة أجدابيا الأولى
معركة أجدابيا الأولى هي عدة صدامات عسكرية حدثت بين قوات العقيد معمر القذافي ومُناهضيه من مشاركي حرب ثورة 17 فبراير في مدينة أجدابيا شرق ليبيا خلال شهري فبراير ومارس عام 2011. بدأ الصراع في يوم 19 فبراير عندما وصلت قوات الثوار مشارف المدينة للمرة الأولى - بعد أن سيطرت قبل ذلك بمدة على مدن الشرق الرئيسية مثل البيضاء وبنغازي ودرنة وطبرق- وتمكنت من انتزاعها من القذافي، لكن قواته تمكنت لاحقاً بعد شهر كامل في يوم 19 مارس من الاستيلاء مجدداً على المدينة، وما إن سيطر عليها بدأ بتوجيه قصف عنيف نحوها بالطائرات العسكرية من الجو والبوارج من البحر. ومع هذا، فبعد بدأ قوات التحالف الدولي بعملياتها تمكنت من تدمير جزء كبير من قوات القذافي المُتمركزة في أجدابيا، مما أتاح للثوار الدخول وبدأ صراع عنيف مع هذه القوات يوم 21 مارس، واستمر ذلك حتى يوم 26 مارس عندما أعلن أن الثوار استطاعوا أخيراً السيطرة على كامل مدينة أجدابيا وتأمين جزء من الطريق بينها وبين البريقة. كانت لمعارك أجدابيا أهمية كبيرة خلال الثورة الليبية لأن هذه المدينة مثلت خط الدفاع الأول والمدينة الرئيسية الأخيرة قبل بنغازي عاصمة الثوار، ولذا فقد حاول الثوار الدفاع عنها بضراوة خلال المعركة وكانت من أولوياتهم طوال الحرب. سبقت هذه المعركة خلال الثورة الليبية معركة البريقة الثانية، وتلتها معركة بنغازي الثانية.

## خلفية الأحداث
اضطر الثوار خلال يوم 13 مارس للانسحاب من مدينة البريقة - وهي أشبه بخط الدفاع الأمامي لأجدابيا - تحت وطأة القصف المُكثف وإطلاق النار المُستمر من كتائب القذافي، وأجبروا على التراجع إلى أجدابيا للتحصن فيها وحمايتها من الهجوم القادم للكتائب. لكن الثوار مع ذلك عادوا في يوم 14 مارس وبدؤوا معركة عنيفة مع قوات القذافي في المدينة، وتمكنوا من إيقاع هذه القوات والكتائب في كمين دمروا فيه عدداً لا بأس به من آليتها وقتلوا وأسروا 25 من جنودها، وبذلك أجبروها على الانسحاب قليلاً واستطاعوا استعادة سيطرتهم على البريقة. وبالرغم من هذه الهزيمة التي لحقت بالقذافي فقد صرح العقيد «ميلاد الفقهي» في اليوم ذاته بأن كتائبهم ستسمر بالزحف شرقاً للاستيلاء على جميع المدن الليبية التي سيطر عليها الثوار. وبعد ذلك بيومين في 16 مارس دار صراع عنيف في المدينة بعد هجوم كتائب القذافي مُجدداً، واستمرت المعركة لفترة قبل أن تعلن قوات القذافي في النهاية سيطرتها على المدينة بالكامل وسط صمت من الثوار الذين اكتفوا بنفي ادعاء الكتائب لسيطرتها على أجدابيا. وبانتهاء هذه المعركة، كان قد أصبح الطريق إلى أجدابيا مفتوحاً أمام القذافي لكي يَبدأ حصارها ومعركته فيها.

## المعركة الأولى

### تحرير المدينة (19 فبراير)
في يوم 19 مارس خرجت مظاهرات عارمة في مدينة بنغازي تمكنت في نهاية المطاف من طرد قوات لقذافي منها واستطاع الثوار إطباق سيطرتهم على المدينة، وما إن سقطت بنغازي في أيدي الثوار بدأ الحراك غرباً في أجدابيا التي انطلقت فيها مظاهرات ضخمة هي الأخرى قيل أنها ضمت أكثر من 10 آلاف شخص، وقد التحقت شرطة المدينة وجهازها الأمني بالمُظاهرات مما جعل المدينة تسقط تماماً في يد الثوار وتصبح جزءاً من الأراضي الليبية المُحررة من القذافي.

### القصف (3 - 17 مارس)
بدأت الطائرات الحربية بشن هجمات وغارات جوية مكثفة على أجدابيا خلال مساء يوم 2 مارس وفترة ما بعد الظهر في يوم 3 مارس، واستهدفت هذه الغارات عدة مواقع في المدينة لتخزين الأسلحة خصوصاً قرب مينائها وبعض مصانعها. وفي اليوم ذاته تمكنت قوات القذافي من السيطرة على راس لانوف واستخدمتها كقاعدة للزحف إلى البريقة وأجدابيا، ولذا فقد استعد الثوار في المدينة لهجوم أرضي محتمل من هذه القوات وتحصنوا داخل أجدابيا. ومع أن الحياة في أجدابيا في هذا الوقت كانت قد بدأت تعود إلى مجراها الطبيعي بشكل ملحوظ، فقد ظل الثوار المسلحون متجهزين لأي هجوم محتمل من القذافي على المدينة.
في يوم السبت 5 مارس التالي لذلك استأنفت قوات القذافي قصفها على أجدابيا مُجدداً، لكن لم تسمع أنباء عن القصف بعد ذلك لمدة عشرة أيام تقريباً حتى يوم 14 مارس، عندما شهدت البريقة - خط دفاع أجدابيا - نزاعاً عنيفاً بين الثوار وقوات القذافي بينما عادت طائراته العسكرية لقصف أجدابيا من الجو مرة أخرى. تسبب القصف المُستمر بمقتل شخص واحد وجرح 11، في حين أن عدداً من السكان اضطر للنزوح إل مدينة بنغازي المُجاورة هرباً من هذه الغارات، وكنتيجة لهذه الغارات أيضاً بدأ الثوار بأخذ استعدادتهم لهُجوم بري من قوات القذافي وتمركزوا عند بوابات المدينة الغربية استعداداً لأي هجوم مُحتمل. وفي اليوم التالي 15 مارس تعرضت المدينة مجدداً لأربع غارات من طائرات القذافي، وقد امتد القصف في هذا اليوم والذي قامت به دبابات حربية تهاجم من البر وسفناً عسكرية من البحر وطائرات مقاتلة من الجو، ومع الزحف البري نحو المدينة فقد شهد ذلك اليوم صراعاً عنيفاً بين الثوار وقوات القذافي. وبالإضافة إلى هذا كان يوم 15 مارس هاماً لأنه أول يوم بدأ فيه الثوار الليبيون باستخدام الآليات العسكرية الجوية في المعركة، فقد تمكنوا من إصلاح طائرتين معطلتين واستخدموهما عصر ذاك اليوم لمُهاجمة بوارج القذافي البحرية التي كانت تقصف أجدابيا، واستطاعوا إغراق بارجتين وإلحاق أضرار بثالثة. حاولت قوات القذافي أيضاً خلال هذا اليوم إصدار إشاعات بأنها تمكنت من السيطرة على أجدابيا، لكن الثوار والحكومة الانتقالية نفوا هذا الأمر تماماً.
في يوم 16 مارس خرج أهالي أجدابيا للاحتفال بالنصر بعد معركة اليوم السابق التي حصل فيها الثوار على عدة دبابات وآليات من قوات القذافي. لكن بالرغم من انتصار الثوار في المعركة الأرضية فقد استمر القذافي بقصفهم بحراً وجواً خلال هذا اليوم، كما شهد هذا اليوم تراجع الثوار من مدينتي راس لانوف والبريقة، وبما أن أجدابيا هي المدينة الرئيسية الوَحيدة التي تلي هاتين إلى جهة الشرق فقد تحصن فيها الثوار استعداداً لصد تقدم قوات القذافي إليها نظراً لأنها ستكون موقع المعركة التالية. لكن بالرغم من استعدادهم ققد تمكنت قوات القذافي من التقدم ومُحاصرة المدينة من 3 جهات بينما ظل العبور مُمكناً من الشرق، ومع أن هذه القوات كانت تطبق الحصار على المدينة فهي لم تتمكن من الدخول بعد أن واجهها الثوار بعُنف عند محاولتها ذلك. ونظراً للوضع الصعب الذي كانت تمر به أجدابيا فقد تحركت تعزيزات للثوار من بنغازي مُسلحة ببعض الدبابات وراجمات الصواريخ، كما استخدم الثوار 3 طائرات حربية لقصف قوات القذافي التي تحاصر المدينة عند المدخل الشرقي وتمكنوا من إيقاع خسائر في صفوفها. وذلك بالرغم من التهديدات والدعاوى التي أطلقها القذافي بأن تلك كانت الفرصة الأخيرة لكي يَنضم إليه السكان للمُشاركة في السير نحو بنغازي عاصمة الثورة.
استمرت قوات القذافي بقصفها المدفعي المُكثف على أجدابيا في يوم 17 مارس، وازداد خلال هذا اليوم كثيراً نقص الغذاء في المدينة نتيجة للحصار مما دفع العديد من سكانها إلى الهجرة شرقاً نحو أراضي الثوار المؤمنة. شهد اليوم أيضاً معركة عند البوابة الجنوبية للمدينة تمكن فيها الثوار من الاستيلاء على 6 دبابات للقذافي وأسر أحد جنوده.

### انتصار القذافي (18 - 19 مارس)
أعلنت قوات القذافي في يوم 18 مارس أنها أطبقت سيطرتها على أجدابيا وباتت على قاب قوسين أو أدنى من بنغازي، وبالرغم من ذلك فقد نفى الثوار هذا وقالوا أن قوات القذافي لا تزال بعيدة عن بنغازي. ومع هذا فقد استمر الحصار والقصف العنيف على المدينة وسقط 30 قتيل تقريباً بالإضافة إلى 100 جريح. لكن بينما نفى الثوار سيطرة القذافي على كامل أجدابيا استطاعت قوات العقيد خلال هذا اليوم الاستيلاء على الجزء الشرقي من المدينة، أما وسطها وباقي أجزاؤها فقد ظلت في أيدي الثوار الذين استمروا بمقاومة هجمات القذافي وغاراته أثناء اليوم.
تقول الأنباء أن القوات الرئيسية للثوار تراجعت من أجدابيا وتركتها إثر قصف القذافي لها منذ يوم الثلاثاء 15 مارس، لكن مع ذلك فقد صمد عدد منهم ورفض مغادرة المدينة خلال الأيام التالية التي عملت فيها هذه المجموعات المتبقية على صد هجمات قوات القذافي، وتمكن هؤلاء الثوار مساء الأربعاء 16 مارس من استعادة وسط المدينة بينما تمركزت قوات القذافي عند بوابتها الشرقية. لكن بالرغم من استمرار بعض بقايا الثوار بالمقوامة خلال يومي 18 و19 مارس والأيام السابقة لذلك، فقد تمكن القذافي بحلول هذين اليومين من السيطرة فعلياً على جزء كبير من المدينة واستأنف زحفه نحو بنغازي.

## المعركة الثانية

### هجوم الثوار (21 - 25 مارس)
في يوم 19 مارس بدأت قوات التحالف الدولي بعملياتها ضد القذافي التي أدت إلى تدمير جزء كبير من قواته الجوية والبرية حول مدينة بنغازي وبين مدينتي أجدابيا والبريقة، ونتيجة لذلك فقد اضطرت هذه القوات للتراجع مُجدداً إلى أجدابيا في يوم الإثنين 21 مارس. ومع هذا التراجع، بدأ الثوار بدورهم بالتقدم على حساب أراضي القذافي خلال اليوم نفسه بعد رؤيتهم لطائرة تابعة للتحالف الدولي تحلق في الجو عرفوا منها بأن قوات القذافي تقصف في المدينة، ولذا فقد ساروا ووصلوا حتى مشارف أجدابيا وجهزوا أنفسهم هناك لأي صدام عسكري مُحتمل مع قوات القذافي، لكنهم كانوا على الرغم من ذلك مُترددين في خطة دخول المدينة خوفاً من التسبب في إيذاء المدنيين. ومع هذا فقد كان في صالح الثوار في المُقابل أن العمليات الدولية تمكنت من تدمير آليات القذافي، ولذا فقد استطاعوا دخول المدينة في النهاية وسيطروا على جزء كبير منها، لكن قوات القذافي ظلت مُسيطرة على مدخل أجدابيا الشرقي واستمرت من هناك بقصف المناطق السكنية حولها. تأهب الثوار أثناء هذا اليوم أيضاً لشن هجوم على قوات القذافي عند البوابة الشرقية، كما تحرك الآلاف من السكان والثوار إلى أجدابيا بعد تأمين الطريق بينها وبين بنغازي، وأعلن مُتحدثوا الثورة أنهم باتوا قريبين من إطباق سيطرتهم على المدينة وانتزاعها من القذافي.
استمر الثوار بالمضي قدماً في معركة أجدابيا يوم 22 مارس بالرغم من قصف دبابات القذافي وراجماته للأحياء الغربية من المدينة، لكن لم تسجل أي حالات تدمير أو استيلاء على آليات عسكرية أو ما شابه ولم يُعلن عن تقدم ملحوظ لصالح الثوار في المعركة. ثم في يوم 23 مارس استمرت المعارك مُجدداً، وظلت قوات القذافي مُتحصنة عند المدخل الشرقي للمدينة وتقصف منه باقي أحيائها بالدبابات والراجمات، وقد شهد صباح ذلك اليوم صداماً عسكرياً بين الثوار وكتائب القذافي تمكن الثوار خلاله من تدمير دبابتين وقتل عدد من جنود الكتائب.
في يوم 24 مارس استمر النزاع داخل المدينة والحالة في فوضى، فقد كان الثوار يُسيطرون على وسط المدينة، بينما تسيطر قوات القذافي على دائرة كاملة من المدينة تحيط بالوسط، وفي الوقت ذاته يُسيطر الثوار على دائرة أوسع تحيط بتلك وتشمل أطراف المدينة بما في ذلك المداخل والطرق المؤدية إلى المدن الأخرى مثل بنغازي ومدينة البيضاء (ولو أن كتائب القذافي كانت تحصل على بعض هذه الأجزاء من وقت إلى آخر)، وقد استمر النزاع خلال باقي اليوم على هذه الحال. أما في يوم 25 مارس فقد استطاع الثوار التقدم حتى مسافة كيلومتر واحد فقط من المدخل الشرقي لأجدابيا، لكن قوات القذافي ظلت تسيطر على المدخلين الشمالي والغربي الذين شهدا - هما والمدخل الشرقي - معارك عنيفة خلال ذلك اليوم.

### انتصار الثوار (26 مارس)
في يوم 26 مارس من المعركة تصعد الصراع على أجدابيا، فقد تقدم الثوار من عدة جهات حول المدينة في صباح ذلك اليوم وتمكنوا من التغلب على قوات القذافي وأسروا عدداً كبيراً من جنودها وقوادها - بما في ذلك اللواء بلقاسم إبراهيم القانقا -، وبذلك أجبروها على التراجع إلى البوابة الغربية للمدينة. وفي وقت مُقارب قصفت طائرات التحالف الدولي مواقع تتمركز فيها قوات القذافي وآلياتها عند البوابتين الغربية والشرقية لأجدابيا، مُساعدة بذلك الثوار في معركتهم معها. ومع هذا القصف المُساعد استطاع المزيد من الثوار بلوغ المدينة من مدخلها الشرقي، واستمروا في زحفهم ضد كتائب القذافي فاضطرت تلك للانسحاب باستمرار تاركة مواقع تمركزها السابقة، واستمر الأمر على هذه الحال حتى استطاع الثوار طرد هذه الكتائب وأجبروها على التراجع إلى مدينة البريقة المُجاورة. وفي نهاية اليوم كان الثوار قد استطاعوا السيطرة بالكامل على مدينة أجدابيا - التي أصبحت تبدو كأنها مدينة أشباح مهجورة - وعلى 40 كيلومتراً إلى الغرب من الطريق بينها وبين البريقة.

## الأهمية الاستراتيجية
امتلكت معركة أجدابيا عسكريًا أهمية إستراتيجية وحربية عالية في ثورة 17 فبراير. فهذه المدينة تعد البوابة إلى شرق ليبيا الذي يُسيطر عليه الثوار، ومن يُسيطر عليها يَكون قد فتح له الطريق إلى الشرق كله. فأجدابيا تمثل مفترق طرق هام جداً يُؤدي إلى أكبر مدن الشرق مثل بنغازي وطبرق، ومما يَزيد من أهميته في هذه الحالة هو أن بنغازي أصبحت عاصمة الثوار ومعقلهم الرئيسي خلال الثورة، ولذا فإن أجدابيا - أقرب مدينة كبيرة إلى بنغازي من جهة الغرب - بمثابة خط دفاع أول ورئيسي لا يُمكن الاستغناء عنه، وعندما يَخسره الثوار يَكونون قد خسروا كل دفاعاتهم الأمامية لعاصمتهم، ومن ثم فسيَكون طريق القذافي مفتوحاً إليها وسيُوضع الثوار في وضع خطر، ولهذه الأسباب كلها فقد لقيت هذه المدينة اهتماماً خاصاً وكبيراً من الثوار خلال حربهم مع القذافي وحاولوا الدفاع عنها قدر استطعاتهم لإبقاء استراتيجيتها هذه في صالحهم، ومن هنا تأتي أهمية معركة أجدابيا في مسار الثورة الليبية.